# Museum Dorestad
Museum Dorestad is een geschiedkundig museum in de Utrechtse stad Wijk bij Duurstede, Nederland. Het museum is gewijd aan de archeologische opgravingen van Dorestad en de geschiedenis van Wijk bij Duurstede. De collectie van het museum bevat onder meer archeologische vondsten die tijdens opgravingen zijn aangetroffen. Voor kinderen zijn er diverse multimediaschermen die samen met maquettes een beeld geven van deze belangrijke handelsplaats uit de vroege middeleeuwen.

## Huisvesting
Naar aanleiding van opgravingen van J.H. Holwerda naar Dorestad besloten notabelen uit Wijk bij Duurstede tot de oprichting van het Kantonaal en Stedelijk Museum van Wijk bij Duurstede in oktober 1926. Het museum werd ondergebracht in de toren van Kasteel Duurstede. Tijdens de bezetting door de Duitsers werd Kasteel Duurstede gebruikt om soldaten te huisvesten. De collectie werd opgeborgen in kisten en naar een pakhuis overgebracht. Na de oorlog werd de Bourgondische toren gerestaureerd. Na de afronding van de restauratie werd het museum weer heropend. Het vochtige klimaat van het kasteel had een negatief effect op de collectie, alsook het slechte toezicht. Tijdens studentenfeesten op het kasteel werden hellebaarden van de muur gehaald en gingen potten eraan.
In 1967 startte de ROB grootscheepse opgravingen naar Dorestad. De objecten werden op het gemeentehuis verzameld en geïnventariseerd. Om het museum nieuw leven in te blazen werd een nieuw onderkomen gezocht. In 1973 opende met steun van de provincie het nieuwe museum in de voormalige protestants-christelijke kleuterschool aan de Volderstraat in Wijk bij Duurstede. Op de begane grond werd de vaste tentoonstelling gehuisvest. Op de eerste verdieping zat het opgravingskantoor van de ROB. Door de samenwerking van het museum met de ROB belandden meerdere objecten van de opgraving in de collectie van het museum. In 1979 verhuisde de ROB naar een andere locatie en werd de achtergelaten ruimte bij het museum getrokken. In 1986 werd de naam van het museum veranderd in Museum Dorestad.
Vanwege ruimtegebrek werd er naar nieuwe huisvesting gezocht. Sinds mei 2000 is Museum Dorestad gehuisvest in Huis Amstelwijk, een gerestaureerd herenhuis in de Muntstad in de oude binnenstad van Wijk bij Duurstede. 
Op 1 oktober 2017 sloot het museum de deuren; de bedoeling was aanvankelijk dat de heropening eind 2018 zou plaatsvinden in het oude stadhuis van Wijk bij Duurstede. Later werd dit uitgesteld naar 2023. In 2025 opent het Museum Dorestad in het gerenoveerde Oude Stadhuis op de Markt van Wijk bij Duurstede.